# Greg Maddux
Gregory Alan Maddux (født 14. april 1966 i San Angelo, Texas, USA) er en tidligere professionel baseballspiller. 
Han var en højrehåndet pitcher og fik sin debut i MLB d. 3. september 1986 (som pinch runner) for Chicago Cubs og spillede siden også for Atlanta Braves og Los Angeles Dodgers og San Diego Padres.
Greg Maddux bliver, set over hele karrieren, betragtet som en af de bedste pitchere i historien. Han har vundet Cy Young-prisen 4 gange, en gang med Cubs (1992) og 3 gange med Braves (1993-1995). Siden da har kun Randy Johnson præsteret at vinde 4 priser i træk. Maddux har også vundet samtlige Gold Glove-priser fra og med 1990 med undtagelse af 2003, hvor den gik til hans daværende holdkammerat, Mike Hampton. De 18 Gold Gloves er rekord for samtlige positioner.
Maddux har flere end 3000 strikeouts og over 300 Wins. Kun 8 andre pitchere i hele baseballhistorien kan fremvise den kombination, som i Maddux' tilfælde er resultatet af en helt enestående stabilitet. I 17 sæsoner i træk (1988-2004) vandt Maddux 15 eller flere kampe, hvilket er rekord. Rækkefølgen blev brudt i 2005, men i 2006 vandt Maddux præcis 15 kampe og tangerede rekorden for flest sæsoner (18) i karrieren med 15 eller flere Wins, sat i 1909 af Cy Young.
I modsætning til de to andre pitching-giganter i Maddux' generation, Roger Clemens og Randy Johnson, har Maddux aldrig været i besiddelse af en dominerende fastball. Hvor både Clemens og Johnson i deres velmagtsdage konstant kunne få deres fastball op over 95 mph (Johnson nogle gange helt op på 100 mph), har Maddux måttet "nøjes" med 90-91 mph. Dette har Maddux imidlertid kunnet kompensere for med en fremragende kontrol og bevægelse i sine kast samt en evne til at tænke fremad og forudse spillets gang. Wade Boggs, som er valgt til Baseball Hall of Fame, har sågar udtalt, at det er som om Maddux har en krystalkugle i sin handske. Denne specielle evne har været med til at give Maddux kælenavnet The Professor.
Greg Maddux stoppede sin karriere efter 2008-sæsonen.
Maddux er gift og har 2 børn.